# Bosco di Otranto
Bosco di Otranto este o arie protejată (arie specială de conservare — SAC, sit de importanță comunitară — SCI) din Italia întinsă pe o suprafață de 8,71 ha, integral pe uscat.

## Localizare
Centrul sitului Bosco di Otranto este situat la coordonatele 40°09′09″N 18°28′13″E / 40.1525°N 18.470278°E.

## Înființare
Situl Bosco di Otranto a fost declarat sit de importanță comunitară în iunie 1995 pentru a proteja 1 specie de plante și 5 specii de animale. Situl a fost protejat și ca arie specială de conservare în iulie 2015.

## Biodiversitate
Situată în ecoregiunea mediteraneană, aria protejată conține 1 habitat natural: Păduri de Quercus ilex și Quercus rotundifolia.
La baza desemnării sitului se află mai multe specii protejate:
- plante (1): Stipa austroitalica
- mamifere (2): liliac cu urechi de șoarece (Myotis blythii), liliacul mare cu potcoavă (Rhinolophus ferrumequinum)
- nevertebrate (1): Melanargia arge
- reptile (2): șarpele cu patru dungi (Elaphe quatuorlineata), elaphe situla (Zamenis situla)

Pe lângă speciile protejate, pe teritoriul sitului au mai fost identificate 2 specii de plante, 2 specii de amfibieni, 3 specii de mamifere, 1 specie de nevertebrate, 4 specii de reptile.